# Llista dels centres emissors d'Andorra
Aquesta és una llista dels principals centres emissors de ràdio i televisió ubicats a les parròquies andorranes:

## Pic de Carroi
Parròquia: Entre Andorra la Vella i la Massana
Cota: 2310 m
Cobertura: 
Ràdio: Andorra i zona de veïnatge
Televisió: Andorra la Vella, Escaldes-Engordany, Santa Coloma

### Televisió
| Xarxa múltiplex | Canal d'emissió | Serveis                     | Senyal | Web                                                   |
| --------------- | --------------- | --------------------------- | ------ | ----------------------------------------------------- |
| TDT STA 6       | 25 UHF          | Teledeporte                 | DVB-T  | https://www.rtve.es/television/                       |
| TDT STA 6       | 25 UHF          | France 5                    | DVB-T  | https://www.france.tv/france-5/                       |
| TDT STA 6       | 25 UHF          | TVI Internacional           | DVB-T  | https://tvi.iol.pt/tviinternacional                   |
| TDT STA 6       | 25 UHF          | RAC1                        | DVB-T  | https://www.rac1.cat/                                 |
| TDT STA 6       | 25 UHF          | Rádio Comercial             | DVB-T  | https://radiocomercial.pt/                            |
| TDT STA 6       | 25 UHF          | RNE Radio Exterior          | DVB-T  | http://www.rtve.es/radio/radio-exterior/              |
| TDT STA 1       | 28 UHF          | Arte                        | DVB-T  | https://www.arte.tv/                                  |
| TDT STA 1       | 28 UHF          | 3/24                        | DVB-T  | https://www.324.cat/                                  |
| TDT STA 1       | 28 UHF          | Telecinco                   | DVB-T  | https://www.telecinco.es/                             |
| TDT STA 1       | 28 UHF          | RTP Internacional           | DVB-T  | https://www.rtp.pt/rtpinternacional                   |
| TDT STA 1       | 28 UHF          | BBC World News              | DVB-T  | https://www.bbcworldnews.com/                         |
| TDT STA 1       | 28 UHF          | COPE                        | DVB-T  | http://www.cope.es/                                   |
| TDT STA 1       | 28 UHF          | Antena 1                    | DVB-T  | https://antena1.rtp.pt/                               |
| TDT STA 1       | 28 UHF          | BBC World Service           | DVB-T  | https://www.bbc.com/audio/play/live/bbc_world_service |
| TDT STA 5       | 34 UHF          | Pirineus TV                 | DVB-T  | https://pirineustv.cat/                               |
| TDT STA 5       | 34 UHF          | Esport3                     | DVB-T  | https://www.esport3.cat/                              |
| TDT STA 5       | 34 UHF          | TV5MONDE Europe             | DVB-T  | https://europe.tv5monde.com/                          |
| TDT STA 5       | 34 UHF          | Euronews                    | DVB-T  | https://www.euronews.com/                             |
| TDT STA 5       | 34 UHF          | Ràdio Valira                | DVB-T  | https://radiovalira.ad/                               |
| TDT STA 5       | 34 UHF          | RTBF La Première            | DVB-T  | https://www.rtbf.be/lapremiere                        |
| TDT STA 5       | 34 UHF          | RTS Première                | DVB-T  | https://www.rts.ch/rts-premiere/                      |
| TDT STA 4       | 36 UHF          | CNN International           | DVB-T  | https://cnn.com/                                      |
| TDT STA 4       | 36 UHF          | Cuatro                      | DVB-T  | https://www.cuatro.com/                               |
| TDT STA 4       | 36 UHF          | La Sexta                    | DVB-T  | https://www.lasexta.com/                              |
| TDT STA 4       | 36 UHF          | France 4                    | DVB-T  | https://www.france.tv/france-4/                       |
| TDT STA 4       | 36 UHF          | NRJ                         | DVB-T  | https://www.nrj.fr/                                   |
| TDT STA 4       | 36 UHF          | CNN Radio                   | DVB-T  | https://edition.cnn.com/audio                         |
| TDT STA 4       | 36 UHF          | Cadena SER                  | DVB-T  | http://www.cadenaser.com/                             |
| TDT STA 2       | 42 UHF          | Andorra TV                  | DVB-T  | https://www.andorradifusio.ad/                        |
| TDT STA 2       | 42 UHF          | TF1                         | DVB-T  | https://www.tf1.fr/                                   |
| TDT STA 2       | 42 UHF          | M6                          | DVB-T  | https://www.m6.fr/                                    |
| TDT STA 2       | 42 UHF          | La 2                        | DVB-T  | https://www.rtve.es/television/                       |
| TDT STA 2       | 42 UHF          | TV3                         | DVB-T  | https://www.tv3.cat/                                  |
| TDT STA 2       | 42 UHF          | Ràdio Nacional d'Andorra    | DVB-T  | https://www.andorradifusio.ad/                        |
| TDT STA 2       | 42 UHF          | Andorra Música              | DVB-T  | https://www.andorradifusio.ad/                        |
| TDT STA 2       | 42 UHF          | Catalunya Ràdio             | DVB-T  | http://www.catradio.cat/                              |
| TDT STA 3       | 45 UHF          | La 1                        | DVB-T  | https://www.rtve.es/television/                       |
| TDT STA 3       | 45 UHF          | France 2                    | DVB-T  | https://www.france.tv/france-2/                       |
| TDT STA 3       | 45 UHF          | France 3                    | DVB-T  | https://www.france.tv/france-3/                       |
| TDT STA 3       | 45 UHF          | Antena 3                    | DVB-T  | https://www.antena3.com/                              |
| TDT STA 3       | 45 UHF          | SX3/33                      | DVB-T  | https://www.super3.cat                                |
| TDT STA 3       | 45 UHF          | RNE Ràdio 4                 | DVB-T  | http://www.rtve.es/radio/radio4/                      |
| TDT STA 3       | 45 UHF          | Radio France Internationale | DVB-T  | https://www.rfi.fr/fr/                                |
| TDT STA 3       | 45 UHF          | Onda Cero                   | DVB-T  | http://www.ondacero.es/                               |

### Ràdio
| Canal d'emissió | Serveis                            | Senyal | Web                                   |
| --------------- | ---------------------------------- | ------ | ------------------------------------- |
| 88,1 MHz        | Cadena Dial                        | FM     | http://www.cadenadial.com/            |
| 89,0 MHz        | R7P - RAC1                         | FM     | https://www.rac1.cat/                 |
| 89,5 MHz        | Europa FM                          | FM     | http://www.europafm.com/              |
| 90,1 MHz        | Ràdio TeleTaxi                     | FM     | http://www.radioteletaxi.com/         |
| 92,1 MHz        | SER Catalunya                      | FM     | https://cadenaser.com/sercat/         |
| 92,6 MHz        | Los40 Classic                      | FM     | http://los40.com/seccion/los40classic |
| 93,3 MHz        | Ràdio Valira - Onda Cero Catalunya | FM     | http://www.radiovalira.ad/            |
| 93,8 MHz        | Flaix FM Andorra                   | FM     | http://www.flaixandorra.com/          |
| 94,2 MHz        | RTVA Ràdio Nacional d'Andorra      | FM     | http://www.andorradifusio.ad/         |
| 94,6 MHz        | Pròxima FM (Encamp)                | FM     | http://proximafm.cat/                 |
| 95,0 Mhz        | Pròxima FM                         | FM     | http://proximafm.cat/                 |
| 96,0 MHz        | Ràdio Flaixbac Andorra             | FM     | http://www.flaixandorra.com/          |
| 97,0 MHz        | RTVA Andorra Música                | FM     | http://www.andorradifusio.ad/         |
| 98,5 MHz        | Ràdio Valira - Onda Cero Catalunya | FM     | http://www.radiovalira.ad/            |
| 98,9 MHz        | Kiss FM                            | FM     | http://www.kissfm.es/                 |
| 99,4 MHz        | franceinfo:                        | FM     | https://www.radiofrance.fr/franceinfo |
| 100,2 MHz       | RAC 105                            | FM     | http://www.rac105.cat/                |
| 100,6 MHz       | NRJ                                | FM     | http://www.nrj.fr/                    |
| 101,5 MHz       | Ràdio 24 Andorra                   | FM     | https://radio24andorra.com/           |
| 101,8 MHz       | France Inter                       | FM     | http://www.franceinter.fr/            |
| 102,3 MHz       | Ràdio SER Principat d'Andorra      | FM     | https://cadenaser.ad/                 |
| 102,6 MHz       | France Musique                     | FM     | http://www.francemusique.fr/          |
| 103,3 MHz       | Els 40 Andorra                     | FM     | http://els40.cat/                     |
| 104,0 MHz       | France Culture                     | FM     | http://www.franceculture.fr/          |
| 106,0 MHz       | RNE Ràdio 4                        | FM     | http://www.rtve.es/radio/radio4/      |
| 106,8 MHz       | RNE Radio Nacional Catalunya       | FM     | http://www.rtve.es/radio/             |
| 107,5 MHz       | Ràdio Estel                        | FM     | https://www.radioestel.cat/           |
| 107,9 MHz       | RNE Radio 3                        | FM     | http://www.rtve.es/radio/radio3/      |

## Pic del Maià
Parròquia: Canillo
Cota: 2614 m
Cobertura:
Ràdio: Interior d'Andorra
Televisió: El Pas de la Casa, Soldeu, el Tarter, Ransol, l'Aldosa.

### Televisió
Els mateixos canals de televisió que al Pic de Carroi, pels mateixos canals d'emissió formant una xarxa SFN.

### Ràdio
| Canal d'emissió | Serveis                       | Senyal | Web                           |
| --------------- | ----------------------------- | ------ | ----------------------------- |
| 91,4 Mhz        | RTVA Ràdio Nacional d'Andorra | FM     | http://www.andorradifusio.ad/ |

## La Comella
Parròquia: Andorra la Vella
Cota: 1347 m
Cobertura: Andorra la Vella i Escaldes-Engordany

### Televisió
Els mateixos canals de televisió que al Pic de Carroi, pels mateixos canals d'emissió formant una xarxa SFN.

## Bony de les Neres
Parròquia: Entre Ordino i Canillo
Cota: 2210 m
Cobertura: Encamp i Ordino

### Televisió
Els mateixos canals de televisió que al Pic de Carroi, pels mateixos canals d'emissió formant una xarxa SFN.

## Bonavista
Parròquia: Sant Julià de Lòria
Cota: 1005 m
Cobertura: Sant Julià de Lòria

### Televisió
Els mateixos canals de televisió que al Pic de Carroi, pels mateixos canals d'emissió formant una xarxa SFN.

## Els Espiolets
Parròquia: Canillo
Cota: 2265 m
Cobertura: nucli de Soldeu, i el Tarter.

### Televisió
Els mateixos canals de televisió que al Pic de Carroi, pels mateixos canals d'emissió formant una xarxa SFN.

## Arans
Parròquia: Ordino
Cota: 1370 m
Cobertura: nucli d'Arans

### Televisió
Els mateixos canals de televisió que al Pic de Carroi, pels mateixos canals d'emissió formant una xarxa SFN.

## Canòlic
Parròquia: Sant Julià de Lòria
Cota: 1475 m
Cobertura: nucli de Bixessarri i Aixàs

### Televisió
Els mateixos canals de televisió que al Pic de Carroi, pels mateixos canals d'emissió formant una xarxa SFN.

## Pal
Parròquia: la Massana
Cota: 1880 m
Cobertura: nucli de Pal

### Televisió
Els mateixos canals de televisió que al Pic de Carroi, pels mateixos canals d'emissió formant una xarxa SFN.

## Coll de Gomà
Parròquia: Entre Ordino i la Massana
Cota: 1795 m
Cobertura: la Massana

### Televisió
Els mateixos canals de televisió que al Pic de Carroi, pels mateixos canals d'emissió formant una xarxa SFN.

## Roc de l'Àliga
Parròquia: la Massana
Cota: 1640 m
Cobertura: nucli d'Erts i Arinsal

### Televisió
Els mateixos canals de televisió que al Pic de Carroi, pels mateixos canals d'emissió formant una xarxa SFN.